# 于尔贡 (朗德省)
于尔贡（法語：Urgons）是法国朗德省的一个市镇，属于蒙德马桑区（Mont-de-Marsan）若恩县（Geaune）。该市镇总面积11.53平方公里，2009年时的人口为262人。

## 人口
于尔贡人口变化图示